# Joseph Görres

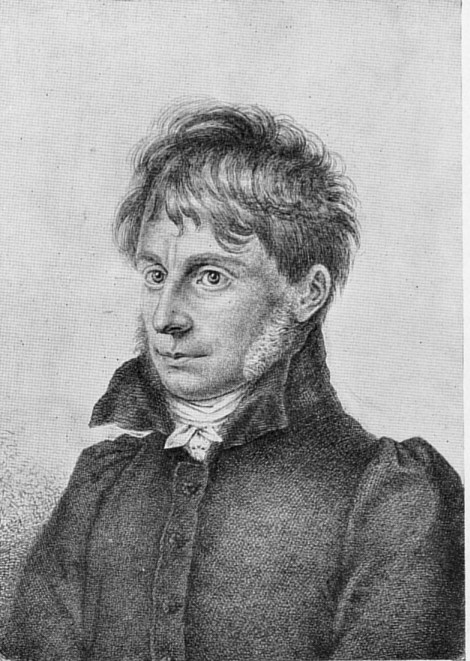
Joseph Görres, Lithographie von August Strixner, nach einem Gemälde von Peter von Cornelius

Johann Joseph Görres, ab 1839 von Görres, (* 25. Januar 1776 in Koblenz; † 29. Januar 1848 in München) war ein deutscher Gymnasial- und Hochschullehrer sowie katholischer Publizist, der als Naturphilosoph vor allem durch seine vierbändige Christliche Mystik bekannt wurde.

## Leben
Görres, der Sohn eines Holzhändlers und einer Italienerin, war bereits als Schüler eines Jesuitengymnasiums ein Anhänger der Französischen Revolution und begeistert von der demokratischen Bewegung, die im letzten Jahrzehnt des 18. Jahrhunderts immer stärker wurde. Schon im Alter von 22 Jahren war er Herausgeber der Zeitschrift Das rote Blatt, das die Revolution feierte und die Errichtung einer Cisrhenanischen Republik im Rheinland forderte. Nach einem Paris-Aufenthalt 1799/1800, bei dem er zusammen mit anderen Delegierten die Angliederung der linksrheinischen deutschen Gebiete an Frankreich vorbereiten sollte, zeigte sich Görres jedoch angewidert von Despotie, Willkür und Schrecken, die in dieser Zeit im Zentrum der Republik herrschten. In Generalkommissar Joseph Lakanal, der vom nun französischen Mainz aus die neuen Départements reorganisierte, fand er einen Unterstützer seiner Ideen. Die Machtergreifung Napoleons war für Görres der Höhepunkt einer Fehlentwicklung, durch die sich Frankreich von den Idealen der Revolution zunehmend entfernt habe. Besonders die Kriegspolitik des Kaisers, die hohen Verluste an Menschenleben, die Besetzung und Ausbeutung deutscher Territorien stießen auf Görres’ Widerstand. Nach seinem Frankreich-Aufenthalt zog er sich zunächst aus der politischen Aktivität zurück und wurde Physiklehrer am Gymnasium von Koblenz, begann dann jedoch, gegen die Fehlentwicklungen der Revolution anzuschreiben.

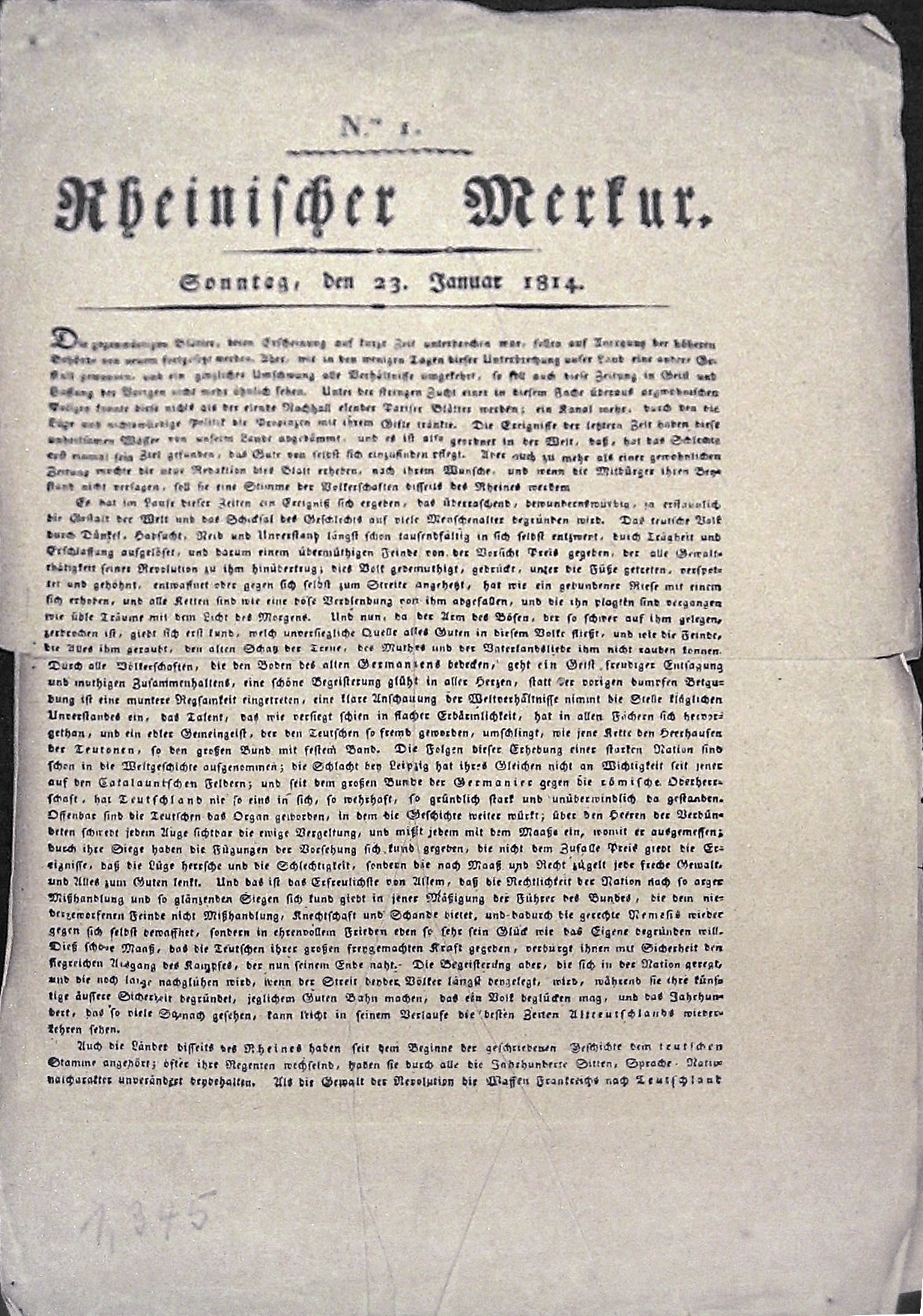
Erste Ausgabe des Rheinischen Merkurs vom 23. Januar 1814

Görres bildete sich auf den Gebieten der Naturwissenschaft und der Medizin weiter, wandte als Therapeut den Galvanismus an und veröffentlichte naturphilosophische Werke wie Wachstum der Historie (1807), worin er den „Dualismus von historischer Zeitlichkeit und Mythos“ erörtert.
In diese politisch inaktive Phase fiel seine Arbeit als Privatdozent vom Wintersemester 1806/1807 bis 1808 in Heidelberg, wo er naturwissenschaftlich-medizinische und literaturwissenschaftlich-philosophische Vorlesungen abhielt. Clemens Brentano, sein ehemaliger Mitschüler aus Koblenz, warb ihn für die Lehrtätigkeit an und dort lernte er Achim von Arnim kennen. Unter dem Einfluss dieser Romantiker gab er die Teutschen Volksbücher (1807) heraus. Während der Befreiungskriege veröffentlichte Görres auch wieder politische Schriften, nun bestimmt von der Romantik und der deutschen Nationalbewegung. Görres war auch Teil des romantischen Kunstdiskurses. 1807 widmete er eine umfangreiche Abhandlung Philipp Otto Runges Zeiten-Zyklus, die in der kunstgeschichtlichen Literatur viel Beachtung fand.
Ohne Aussicht auf eine feste Anstellung in Heidelberg ging Görres wieder an das Gymnasium in Koblenz zurück. Am 23. Januar 1814 gründete er in Koblenz den Rheinischen Merkur. Das Blatt bot unter anderem dem Freiherrn vom Stein sowie dem Generalstab Blüchers ein Forum und wurde von Napoleon als „fünfte feindliche Großmacht“ bezeichnet.
In seiner Publizistik warb Görres für die Einheit, Selbstbestimmung und Demokratisierung Deutschlands, die aber die Traditionen und Eigenheiten der Vergangenheit auf dem Fundament des Christentums erhalten sollte (Teutschland und die Revolution). Er war Mitglied einer französischen Freimaurerloge in Koblenz und gehörte auch der dortigen Casinogesellschaft an.

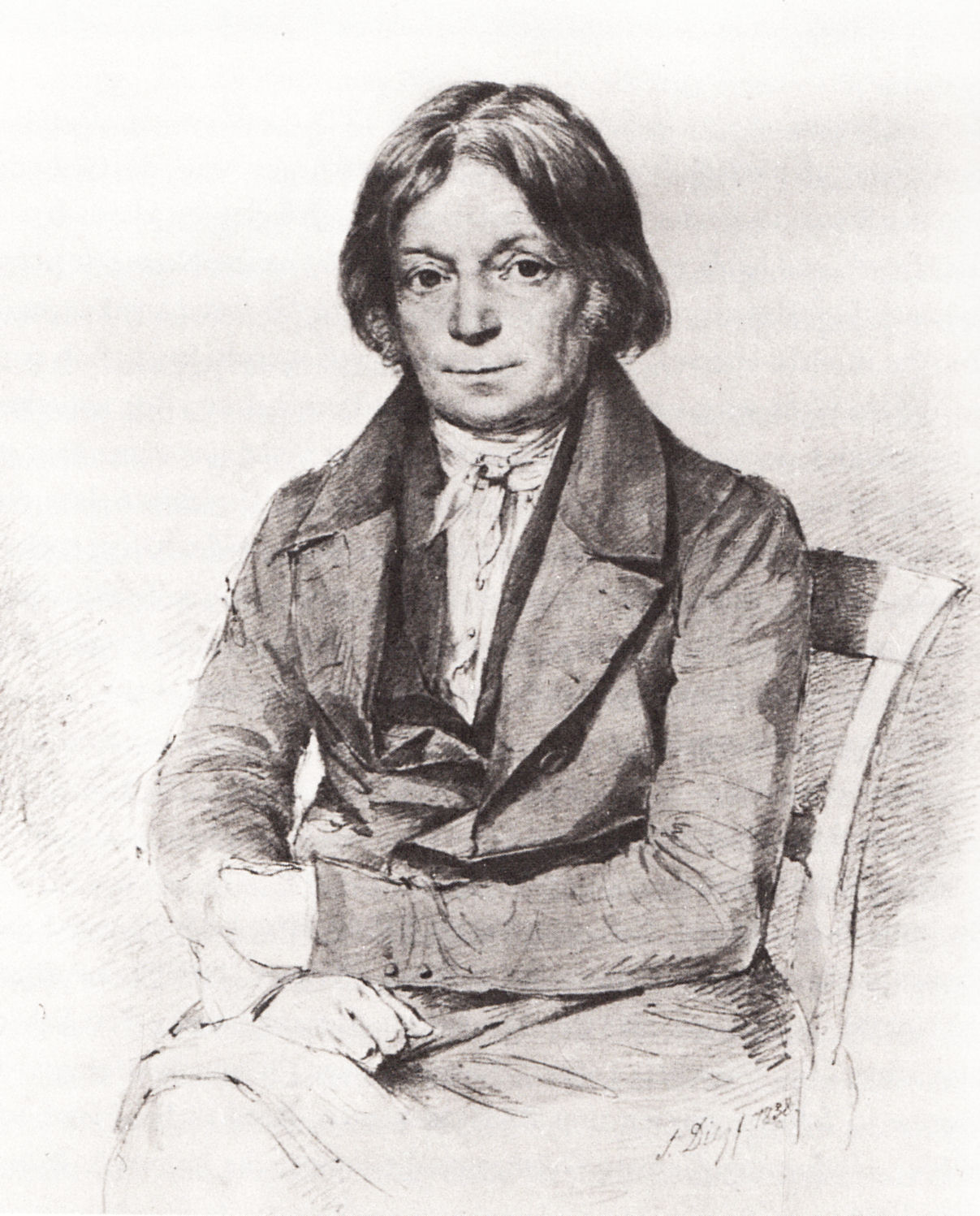
Görres nach einer Zeichnung von F. Diez, 1838

Nach dem Einsetzen der Restauration propagierte der Rheinische Merkur liberale Forderungen und die Großdeutsche Lösung. Am 3. Januar 1816 verbot eine preußische Kabinettsorder das weitere Erscheinen der Zeitung, und Görres gab am 10. Januar 1816 die letzte Ausgabe des Blattes heraus. Schließlich wurde ihm auch der Posten des Leiters des Unterrichtswesens im Generalgouvernement Mittelrhein entzogen. Von seinem Schulkameraden, dem Koblenzer Oberbürgermeister Abundius Maehler, vor der drohenden Verhaftung gewarnt, floh Görres 1819 nach Straßburg. Unter wirtschaftlich schwierigen Bedingungen vollzog sich dort seine Wandlung vom liberalen zum reaktionären Autor.
Dieser Wandel öffnete Görres 1827 den Weg zu einer Berufung an die Universität München durch Ludwig von Bayern. In München scharte Görres einen Anhängerkreis um sich, der zu einem geistigen Zentrum des politischen Katholizismus wurde. 1837 verfasste er im Kölner Kirchenstreit eine heftige Kampfschrift gegen den preußischen Staat (Athanasius), ab 1838 arbeitete er an den Historisch-politischen Blättern für das katholische Deutschland mit, die von seinem Sohn, dem Schriftsteller Guido Görres, seiner Tochter Marie Görres und dem Rechtswissenschaftler George Phillips mitgegründet und herausgegeben wurden. Sein Spätwerk wendete sich der christlichen Mystik zu. 1839 wurde er von Ludwig I. geadelt. 1841/1842 war Joseph Görres neben Sulpiz Boisserée und August Reichensperger einer der Initiatoren bei der Gründung des Zentral-Dombau-Vereins zu Köln. 1842 wurde er zum ordentlichen Mitglied der Bayerischen Akademie der Wissenschaften ernannt.

## Grabstätte

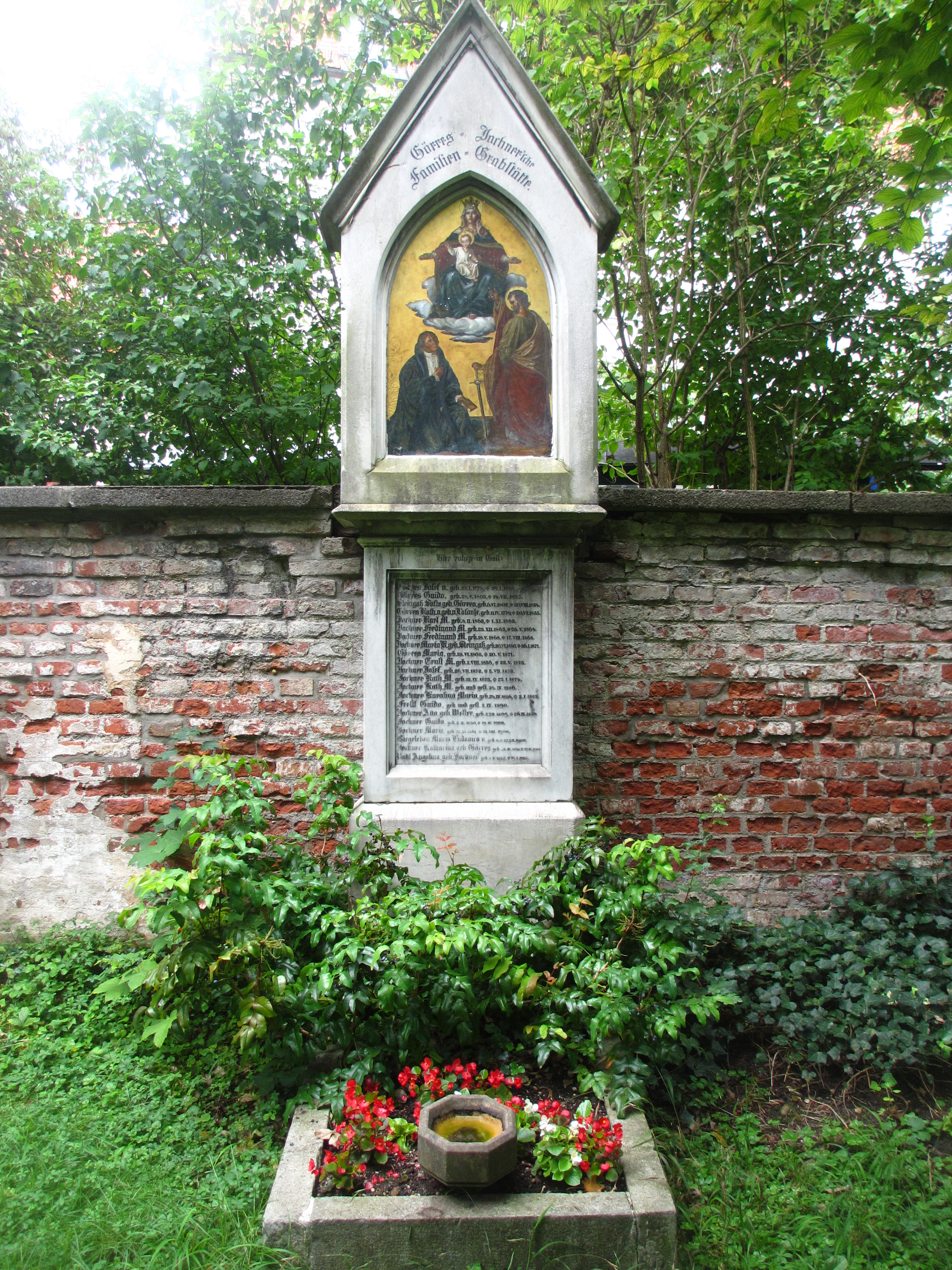
Grab von Joseph Görres auf dem Alten Südlichen Friedhof in München

Die Grabstätte von Joseph Görres befindet sich auf dem Alten Südlichen Friedhof in München (Mauer Rechts Platz 343 bei Gräberfeld 18). In dem Grab sind auch seine Kinder Guido und Marie Görres beigesetzt, die (wie auch die Tochter Sophie Görres) aus seiner 1801 geschlossenen Ehe mit Katharina von Lassaulx (1779–1855) stammen.

## Wirkungsgeschichte
Görres war einer der einflussreichsten Publizisten der ersten Hälfte des 19. Jahrhunderts. Der Politologe Klaus von Beyme gesteht Görres eine für die politische Publizistik langandauernde Wirkung zu. Die von Görres verfasste Abschiedsrede Napoleons Proclamation an die Völker Europas vor seinem Abzug auf die Insel Elba enthält eine scheinbar durch Napoleon geäußerte Kritik am mangelnden Nationalbewusstsein der Deutschen. Das darin enthaltene Zitat „Es gibt kein gutmütigeres, aber auch kein leichtgläubigers Volk als das deutsche. […] Um eine Parole, die man ihnen gab, verfolgten sie ihre Landsleute mit größerer Erbitterung als ihre wirklichen Feinde“ wurde vielfach für das Napoleons gehalten. Der Literaturwissenschaftler Gerhard Schulz lobte diesbezüglich Görres´ Sprachkraft, die er mit der Friedrich Hölderlins in dessen Scheltrede an die Deutschen vergleicht.
Seine Motivation, eine christlich inspirierte Demokratie in einem vereinten Deutschland zu schaffen, veranlasste Görres in einer späten Publikation, eine anti-judaistische Position einzunehmen. In dem von ihm gemeinsam mit dem Kirchenrechtler Georg Phillips herausgegebenen Pamphlet Der ewige Jude in Sachsen und das Concil in Schwaben sind entsprechende Tendenzen zu erkennen (in: Historisch-politische Blätter für das katholische Deutschland, Bd. 16, 1845, S. 503–505). Sie wurden nach Görres’ Tod kaum mehr beachtet, da sie in seinem Gesamtwerk keine Rolle spielen. Hier zeigte sich Görres vielmehr tolerant und aufgeschlossen gegenüber andersartigen Kulturen, die er systematisch und mit großem Eifer erforschte (Mythengeschichte der asiatischen Welt). Der Katholik vertrat dabei die These, dass sich kulturelle Besonderheiten und Mentalitäten in den politischen Systemen widerspiegeln sollten.

## Görres-Gesellschaft
Die 1876 in Koblenz gegründete Görres-Gesellschaft zur Pflege der Wissenschaft wurde nach ihm benannt. Sie ist eine der ältesten deutschen Wissenschaftsgesellschaften. Aufgabe der Gesellschaft ist die „Bewahrung ihres im katholischen Glauben wurzelnden Gründungsauftrages, wissenschaftliches Leben auf den verschiedenen Fachgebieten anzuregen und zu fördern und die Gelegenheit zum interdisziplinären Austausch zu bieten“. Es folgten das 1888 gegründete Römische Institut der Görres-Gesellschaft und das 1909/10 gegründete Jerusalemer Institut der Görres-Gesellschaft sowie das 1957 gegründete Institut für Interdisziplinäre Forschung der Görres-Gesellschaft.

## Ehrungen

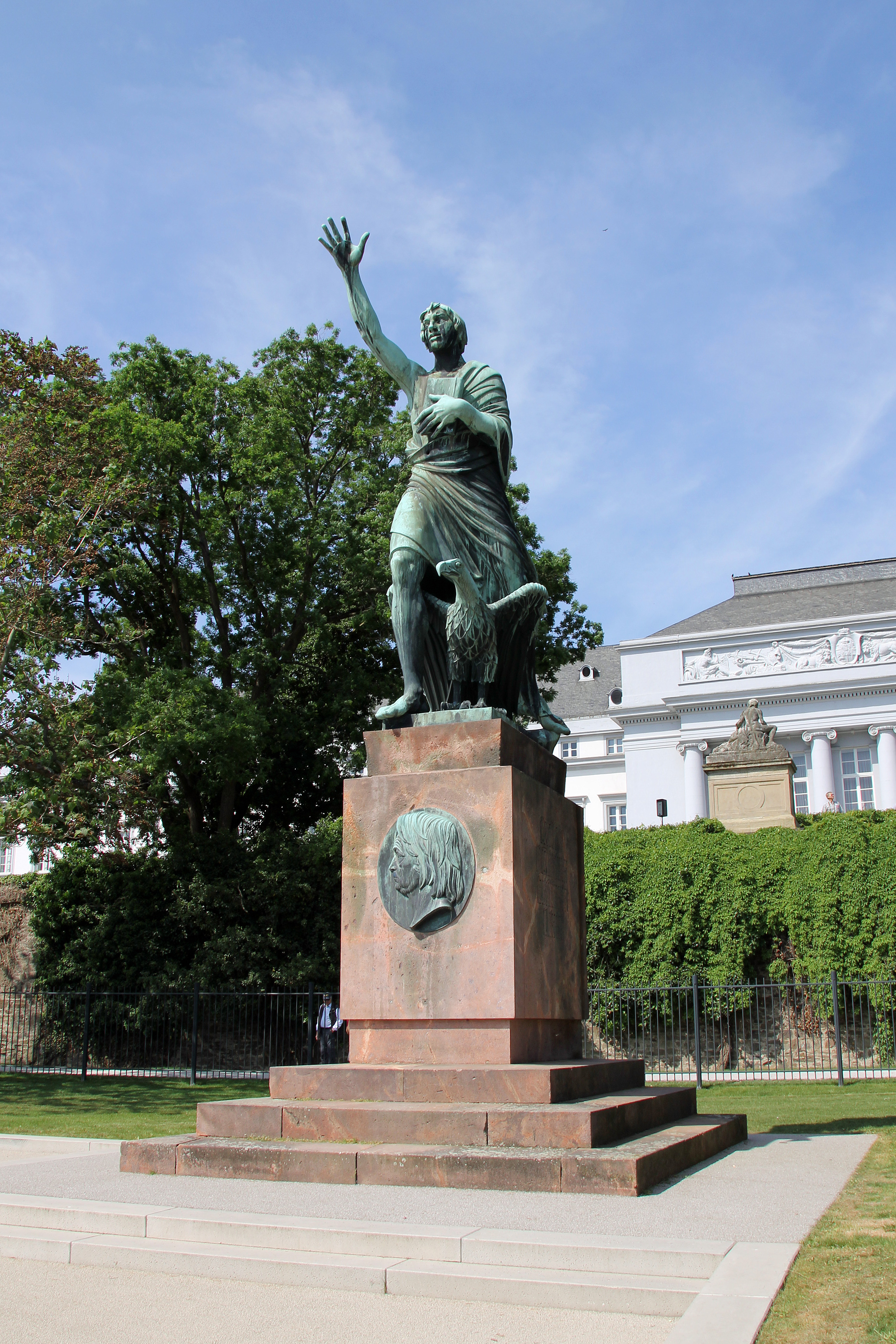
Das Joseph-Görres-Denkmal in den Rheinanlagen von Koblenz

- Das Koblenzer Görreshaus von 1865 ist heute Sitz des Staatsorchesters Rheinische Philharmonie.
- Daneben tragen fünf Schulen seinen Namen:
  - das Görres-Gymnasium in Koblenz,
  - das Görres-Gymnasium in Düsseldorf,
  - die Joseph-Görres-Grundschule in Müden an der Mosel,
  - die Görresschule (ehemalige Grundschule, heute Außenstelle der Fachhochschule für öffentliche Verwaltung Nordrhein-Westfalen) in Herne-Röhlinghausen,
  - die Görresschule (Grundschule) in Neuss.
- Am 24. Juni 1928 wurde das Joseph-Görres-Denkmal in den Rheinanlagen von Koblenz eingeweiht.
- Seit dem 5. September 1931 erinnert eine Büste in der Walhalla an Joseph Görres.
- Sein Einsatz für den Dombau wurde durch eine Darstellung seiner Person in einem Glasbild des Kölner Doms gewürdigt.[9]
- Zahlreiche Straßen und Plätze sind nach ihm benannt.

## Veröffentlichungen

### Einzelausgaben
- Der allgemeine Frieden, ein Ideal, 1798.
- Resultate meiner Sendung nach Paris, 1800.
- Aphorismen über Kunst, 1802.
- Aphorismen über die Organonomie, 1803.
- Exposition der Physiologie, 1805.
- Glauben und Wissen, München 1805.
- Die teutschen Volksbücher, 1807 (Digitalisat und Volltext im Deutschen Textarchiv). Neuausgabe Hofenberg, Berlin 2015, ISBN 978-3-8430-2273-6.
- Wachstum der Historie, 1807.
- Schriftproben von Peter Hammer (d. i. Joseph Görres), 1808.
- Über den Fall Teutschlands und die Bedingungen seiner Wiedergeburt, 1810.
- Mythengeschichten der asiatischen Welt, 1810.
- Lohengrin, ein altteutsches Gedicht, 1813.
- Rheinischer Merkur (Hrsg.), 1814–1816.
- Teutschland und die Revolution, 1819 (Digitalisat und Volltext im Deutschen Textarchiv), (Digitalisat)
- Beantwortung der in den jetzigen Zeiten für jeden Teutschen besonders wichtigen Frage: Was haben wir zu erwarten?, 1814.
- Das Heldenbuch von Iran. Aus dem Schah Nameh des Firdussi. 2 Bände. Georg Reimer, Berlin 1820. Prosaübersetzung.
- Europa und die Revolution, 1821 (Digitalisat).
- Einleitung zu Melchior Diepenbrocks Heinrich Susos, genannt Amandus, Leben und Schriften, Regensburg 1829.
- Über die Grundlage, Gliederung und Zeitenfolge der Weltgeschichte, 1830.
- Nachruf auf Achim von Arnim, Literaturblatt von Wolfgang Menzel, 1831.
- Vier Sendschreiben an Herrn Culmann, Sekretär der Ständeversammlung, München 1831.
- Ministerium, Staatszeitung, rechte und unrechte Mitte, München 1831.
- Athanasius, 1838.
- Die Triarier H. Leo, Dr. P. Marheinecke, D. K. Bruno, Regensburg 1838.
- Die christliche Mystik, vier Bände, 1836–1842. Zweite Auflage bei Manz, in fünf Bänden, München und Regensburg 1879. Neuherausgabe durch Uta Ranke-Heinemann bei Eichborn, in sechs Bänden, Frankfurt 1989.
- Kirche und Staat nach Ablauf der Cölner Irrung, Weißenburg a. S. 1842.
- Der Dom von Köln und das Münster von Strasburg, Regensburg 1842.
- Einleitung zu J. N. Sepps Das Leben Christi, erster Band, Regensburg 1843.
- Die Japhetiden und ihre gemeinsame Heimat Armenien. Akademische Festrede, München 1844.
- Die drei Grundwurzeln des celtischen Stammes und ihre Einwanderung. Zwei Abteilungen. Historische Abhandlungen der Königlich bayerischen Akademie der Wissenschaften, München 1845.
- Die Wallfahrt nach Trier, Regensburg 1845.
- Aspecten an der Zeitenwende – Zum neuen Jahre 1848, 1848.

### Werkauswahlen
- Gesammelte Schriften, herausgegeben von M. Görres, neun Bände, 1854–1874.
- Gesammelte Schriften, hrsg. im Auftrag der Görres-Gesellschaft von Wilhelm Schellberg, Adolf Dyroff und Leo Just. Bände 1–16, Köln 1926–1939, fortgeführt von Heribert Raab, Band 17 und zwei Ergänzungsbände. Schöningh, Paderborn 1985–2006.
- Heribert Raab: Joseph Görres. Ein Leben für Freiheit und Recht. Auswahl aus seinem Werk. Paderborn 1978, ISBN 978-3-506-77001-1.
- Ausgewählte Werke, hrsg. von Wolfgang Frühwald. Zwei Bände. Freiburg, Basel und Wien 1978.

## Sonstige Medien
- „Geboren in Koblenz …“ Reportage des Südwestfunks Mainz zum 200. Geburtstag von Josef Görres aus dem Jahr 1976; Redaktion und Regie: Rüdiger Diezemann, Kamera: Pavel Schnabel, Schnitt: Marlies Stubenrauch, Ton: Michael Grieb und Rudolf Proll, Grafik: Jürgen Blumberg